# Tahitià
El tahitià (o reo Tahiti) és una llengua austronèsia parlada a l'illa de Tahití i a la resta de les illes de la Societat. Forma part del grup polinesi oriental i es considera la llengua nuclear de les llengües tahítiques. El tahitià és la llengua més prominent del reo mā’ohi, el nom que reben el conjunt de llengües parlades a la Polinèsia Francesa, més enllà de la seva adscripció a un grup lingüístic. El reo mā’ohi inclou, a més del tahitià, les llengües o dialectes següents:
- La llengua de les illes Tuamotu, anomenada reko pa’umotu, que engloba set variants dialectals.
- Les llengües de les illes Marqueses: la del nord-oest (’eo enana) i la del sud-est (’eo enata).
- Les llengües de les illes Australs i les diferents variants: El reo rapa i l'australès, que agrupa les variants anomenades rurutu, tupua’i, rimatara i ra’ivavae.
- La llengua de les illes Gambier, el reo mangareva.

En alguns casos les diferències són de pronunciació, i en altres resulten mútuament inintel·ligibles. Actualment el tahitià, a causa del major pes demogràfic, de l'ús per l'administració territorial i dels mitjans de comunicació, és àmpliament entès pels altres parlants polinesis. De tota manera, el francès s'imposa com a llengua vehicular.
Fins al segle xix, de la mateixa manera que la resta de llengües polinèsies, el tahitià no fou transcrit, atès que fins aleshores havia romàs com a llengua de tradició oral. Foren missioners de la London Missionary Society els primers a fer la transcripció del tahitià. L'oralitat de la llengua i el fet que els primers transcriptors fossin europeus, és la causa que el tahitià usi l'alfabet llatí, amb unes certes particularitats.

## Història
El tahitià, com la resta de llengües polinèsies s'originà a partir de la immigració i colonització de comunitats humanes per entre les diferents illes de l'oceà Pacífic. Així, la fragmentació lingüística actual en trenta-vuit llengües de la regió de la Polinèsia obeeix al fenomen migratori i colonitzador, que marcà no solament el ritme evolutiu de les llengües polinèsies, sinó també la seva difusió. Durant el 1600-1200 aC, la cultura Lapita es va desenvolupar i expandir de Papua a Fiji fins a Tonga i Samoa. És justament des d'aquests dos darrers grups d'illes d'on eixiren les migracions i colonitzacions de la Polinèsia vers el 300 aC. Fiji, un territori de cultura i llengua melanèsies fou el punt d'origen per la colonització de les illes veïnes de Tonga i Samoa. En aquest triangle es gestà la configuració del fijopolinesi, una protollengua derivada de les llengües melanèsies que s'havien distribuït per la regió oceànica a través dels Lapita. Igualment, en aquest triangle insular es configurà la cultura polinèsia, per bé que Fiji, en tant que territori melanesi fortament lligat a aquesta regió, no va seguir l'evolució posterior de Tonga i Samoa cap a una nova cultura que, per exemple, no usava la ceràmica, cosa que sí que feia Fiji i la cultura melanèsia. Aquesta nova cultura amb trets idiosincràtics que la diferenciaven de la de la Melanèsia fou l'origen de la cultura polinèsia. En conseqüència, quan al 300 aC des de Tonga i Samoa s'emprengueren les navegacions vers l'est, s'exportà ja una cultura pròpia diferenciada de la cultura mare melanèsia. I una llengua nova que serviria d'origen de les futures llengües polinèsies.
Les migracions causades a Tonga i Samoa seguiren una trajectòria que passà per les Illes Cook, Tahití, les Illes Tuamotu i acabà a les Illes Marqueses. En aquesta primera colonització, hom pot veure l'articulació dels grans grups lingüístics dins les llengües polinèsies: el tònguic, el samoic, el tahític i el marquèsic. Aquestes protollengües esdevindrien l'embrió de les futures llengües derivades que conformen els subgrups del mateix nom que les protollengües. En l'actualitat, l'única protollengua que subsisteix és el tònguic, dividit en tongalès i niuès; a més, el tongalès és la llengua més propera al protopolinesi, una reconstrucció de la llengua mare de les trenta-vuit llengües polinèsies.
Hom pot veure com el tahític (o prototahitià) es formà durant la primera onada migratòria que colonitzà la Polinèsia central (Illes Cook, Illes de la Societat, Illes Tuamotu i més tard les Illes Australs) Les arrels del tahitià, doncs, es poden trobar ja als primers temps de l'existència de la cultura polinèsia. L'evolució posterior de la llengua li ha fet perdre alguns fonemes característics (com ja es veurà a la secció de la gramàtica més endavant) que sí que es poden trobar en altres llengües tahítiques i l'ha afaiçonada de la manera que hom la pot trobar avui. L'aïllament que sofria cada territori causava la ruptura i fragmentació del subgrup lingüístic en llengües independents que, malgrat que comparteixen un origen comú, acabaren patint una evolució separada de les altres llengües, sense que hi vagi haver un contacte freqüent o usual entre parlants que vagi poder mantenir la cohesió o unir la seva evolució.
Des d'aquest nucli central de la Polinèsia eixiren noves migracions vers l'any 1000 que eixamplaren l'àrea de domini del tahític a partir d'una de les llengües que ja s'estaven formant. De la mateixa manera que des de les Illes Marqueses es poblà Hawai’i cap al 400, al segle xi des del nucli tahític comprès entre les Illes de la Societat i les Illes Cook es poblà Nova Zelanda. Això suposà una expansió considerable del domini del tahític que, com el marquèsic, eixamplava la seva àrea de difusió a través de la colonització. A Nova Zelanda (o Aotearoa) es configurà amb el temps la que ha acabat esdevenint l'altra gran llengua tahítica: el maori. No es pot dir que el maori i el tahitià siguin llengües bessones i que l'una provingui de l'altra. S'ha de veure el maori com el fruit d'una evolució separada d'un dialecte tahític, al mateix nivell que el tahitià o el que s'ha anomenat maori de les Illes Cook. Totes tres llengües formen el gran espai lingüístic tahític, després d'evolucions i transformacions per separat a cadascuna de les illes o arxipèlags corresponents. Per exemple, mentre que el maori conserva els fonemes [k] i [ŋ], el tahitià no els ha conservat i la pronúncia relaxada i ràpida els ha simplificat a una oclusiva glotal sorda ([ʔ]). A continuació hom pot veure una taula comparativa d'alguns mots en tahitià, maori i maori de les illes cook:
| Català        | Tahitià        | Maori             | Maori de les Illes Cook |
| ------------- | -------------- | ----------------- | ----------------------- |
| Cel           | [ɾaʔi]         | [ɾaŋi]            | [ɾaŋi]                  |
| Vent del nord | [toʔeɾau]      | [tokeɾau]         | [tokeɾau]               |
| Dona          | [vahine]       | [wahine]          | [vaʔine]                |
| Casa          | [faɾe]         | [ɸaɾe]            | [ʔaɾe]                  |
| Mare          | [metua vahine] | [ɸaea]            | [metua], [ma:ma:]       |
| Pare          | [metua ta:ne]  | [matua], [pa:pa:] | [matua], [pa:pa:]       |

La natura oral de les llengües polinèsies ha dificultat a bastament un seguiment de l'evolució i transformació del tahitià (de la mateixa manera que ho dificulta per la resta de llengües de la família) i n'ha impedit la fixació escrita, la qual cosa n'ha afavorit les transformacions. Semblantment, aquest fet impedeix de fixar amb precisió l'aparició diferenciada del tahitià dins la família de llengües tahítiques. Solament les restes materials, l'etnografia i l'estudi de les colonitzacions poden explicar la difusió lingüística a la Polinèsia i la seva consegüent fragmentació, però impedeix de precisar els canvis interns immaterials com l'evolució d'un dialecte tahític a llengua, com és el cas del tahitià. Fins al segle xviii no aparegueren els primers textos en tahitià i arribaren de la mà dels europeus que exploraven els mars del Sud, per la qual cosa els errors són considerables i l'omissió de la glotal o les vocals allargades sovinteja, fins i tot als escrits que produïren els missioners britànics que arribaren a Tahití a inicis del segle xix. La publicació d'un llibre íntegrament en tahitià no arribà fins al 1810. Amb l'annexió a França com a colònia de Tahití, les Illes de la Societat el 1881, irrompé dins l'espai polinesi la llengua francesa i una aculturació progressiva de la societat tahitiana, a despit de la llengua i cultura originals.

## Gramàtica

### Fonètica i ortografia
En tant que llengua austronèsia, el tahitià solament disposa de catorze fonemes, això és, nou consonants i cinc vocals. Es podria augmentar aquesta xifra a dinou fonemes si es compten els allargaments vocàlics. Aquest fet simplifica a bastament l'alfabet en comparació amb les llengües romàniques, per tal com solament disposa de catorze lletres.
L'alfabet tahitià és el següent:
| Lletra | Nom  |
| ------ | ---- |
| a      | ’ā   |
| e      | ’ē   |
| f      | fā   |
| h      | hē   |
| i      | ’ī   |
| m      | mō   |
| n      | nū   |
| o      | ’ō   |
| p      | pī   |
| r      | rō   |
| t      | tī   |
| u      | ’ū   |
| v      | vī   |
| ’      | ’eta |

La lletra ’eta és ben característica de llengües polinèsies. Indica el cop de glota ([ʔ]) i té caràcter de consonant. L'escriptura d'aquesta lletra, a diferència de la ʻokina hawaiana, es fa com un apòstrof tipogràfic (’), però si no es disposa d'ell es pot fer com un apòstrof recte ('). Cal dir que aquesta és l'opció adoptada per l'Acadèmia Tahitiana que és l'ens oficial encarregat de fixar les normes ortogràfiques i gramaticals del tahitià a la Polinèsia Francesa, però que no disposa de l'acceptació unànime de la comunitat filològica de Tahití i sovint hi pot haver ensenyants o mitjans de comunicació escrits que usin d'altres regles ortogràfiques, com el sistema Raapoto. El sistema Raapoto (que deu al nom al seu creador Turo a Raapoto) indica el cop de glota sobre la mateixa vocal amb un accent obert (`): à, è, ì, ò, ù. Quan això es combina amb un allargament vocàlic (que Raapoto, com l'acadèmia indica amb un màcron) esdevé un accent circumflex (^): â, ê, î, ô, û. Actualment es tracta d'una opció ortogràfica en retrocés a causa de la implantació progressiva i major acceptació de les normes de l'acadèmia. A més, les normes de l'acadèmia tahitiana segueixen els patrons ortogràfics adoptats per llengües germanes del tahitià, com el tongalès, el samoà o el hawaià i això li dona més força argumental enfront d'altres normes ortogràfiques del tahitià. De totes maneres el tahitià es caracteritza per tenir moltes ’eta al principi de paraula dificultant la seva visualització, l'ús de majúscules i l'ordre alfabètic.
El sistema fonètic del tahitià es configura de la manera següent:
|            | Bilabials | Bilabials | Labio- dentals | Labio- dentals | Alveolars | Alveolars | Glotals | Glotals |
| ---------- | --------- | --------- | -------------- | -------------- | --------- | --------- | ------- | ------- |
| sor.       | son.      | sor.      | son.           | sor.           | son.      | sor.      | son.    |         |
| Oclusives  | p         |           |                |                | t         |           | ʔ       |         |
| Nasals     |           | m         |                |                |           | n         |         |         |
| Bategants  |           |           |                |                |           | ɾ         |         |         |
| Fricatives |           |           | f              | v              |           |           | h       |         |

|             | Anterior | Anterior | Central | Central | Posterior | Posterior |
| ----------- | -------- | -------- | ------- | ------- | --------- | --------- |
| Tancada     | i        |          |         |         |           | u         |
| Semitancada | e        |          |         |         |           | o         |
| Oberta      | a        |          |         |         |           |           |

Com es pot veure, el sistema consonàntic es troba mancat de fonemes tan acostumats a les llengües indoeuropees com [b], [g], [k] o [l]. Es destaca la presència de dues glotals: l'oclusiva glotal sorda ([ʔ], provinent d'una pronunciació laxa dels antics fonemes [k] i [ŋ]) i la fricativa glotal sorda ([h]). Es tracta de dues consonants que sempre s'han de situar davant un fonema vocàlic i que no es poden combinar ni entre ells, ni amb altres fonemes consonàntics. Si bé a la resta del sistema hi pot haver variacions entre les llengües polinèsies, ambdós fonemes són ben característics d'aquesta família lingüística i en marquen un tret distintiu, de la mateixa manera que ho és la simplicitat del sistema consonàntic.
Quant al sistema vocàlic, s'hi troben els fonemes bàsics, com al castellà. Tanmateix, caldria afegir a cada fonema vocàlic l'allargament corresponent. Doncs, al costat d'aquests 5 fonemes, s'hi trobarien [aː], [eː], [iː], [oː] i [uː]. En l'ortografia tahitiana aquest allargament s'indica amb el màcron (¯). La combinació d'un cop de glota (’) i una vocal llarga (com ā) no causa cap modificació, ans una successió de caràcters: ’āpī (nou). Cal tenir en compte que aquests allargaments vocàlics o cops de glota poden canviar a bastament el significat d'una paraula: ava ("pas entre esculls"), ’ava (beguda forta); piti ("dos"), pītī (espècie d'arbre).
En tahitià es pot trobar les següents composicions de síl·labes: vocal, vocal-vocal, o consonant-vocal.
Com a excepció gràfica dins el tahitià, s'usa la dièresi (¨, toro ’a’ï) en el determinant ïa.
L'equivalència entre la grafia i el fonema quedaria de la manera que segueix:
| Grafia | Fonema             |
| ------ | ------------------ |
| a      | [a]                |
| ā      | [aː]               |
| e      | [e]                |
| ē      | [eː]               |
| f      | [f]                |
| h      | [h]                |
| i      | [i]                |
| ī      | [iː]               |
| m      | [m]                |
| n      | [n]                |
| o      | [o]                |
| ō      | [oː]               |
| p      | [p]                |
| r      | [ɾ]                |
| t      | [t]                |
| u      | [u]                |
| ū      | [uː]               |
| v      | [v]                |
| ’      | [ʔ] escolteu [aʔa] |

#### Contactes i transformacions vocàlics
La combinació i transformació de vocals en tahitià tampoc presenta complicacions. La pronunciació no varia en combinar les vocals entre elles, siguin breus o llargues, per la qual cosa es pot dir que hi ha un predomini del hiat en el contacte vocàlic. Solament hi ha cinc contactes vocàlics que presenten una transformació d'alguna de les vocals:
- ai

En aquest cas la i esdevé una la semiconsonant [j]: [aj].
- ae

En aquest cas la e esdevé una vocal semioberta anterior no arrodonida ([ɛ]): [aɛ]. La pronúncia laxa pot fer que [aɛ] es converteixi solament en [ɛ].
- oi

En aquest cas la o pot tendir a sonar com una vocal semioberta anterior arrodonida ([œ]): [œi].
- ao

En aquest cas, la o pot tendir a sonar com una vocal quasi tancada quasi posterior arrodonida ([ʊ]): [oʊ].
- au

En aquest cas la u esdevé una semiconsonat [w]: [aw].

#### Accentuació[calcitació]
La tonicitat vocàlica en tahitià ja presenta una certa complexitat major. Hi pot haver més d'una vocal dins un mot amb l'accent tònic. L'accentuació des mots es regeix per les normes o variants següents:
- Totes les vocals llargues sempre s'accentuen: [ˈtaːˈniːˈniːˈtoː] (tānīnītō, "tenir rodaments de cap").
- Als mots on hi ha de dues a tres síl·labes amb dues o tres vocals breus, o una breu i una llarga, totes les vocals s'accentuen, llevat de la final, si és breu: [ˈteɾe] (tere, "viatger"); [ˈteˈraː] (teɾā, "això"); [ˈmati] (mati, espècie d'arbre); [ˈmaːti] (māti, llumí); [ˈʔoˈhipa] (’ohipa, treball); [ˈmaˈɾeva] (mareva, "passar ràpidament").
  - La presència de les glotals [h] o [ʔ] pot fer canviar l'accent. Si una glotal es troba entre dues vocals breus, l'accent caurà sobre la darrera vocal; en canvi, si la primera vocal és llarga, l'accent no caurà a la darrera vocal: [maˈha] (maha, "quatre"); [ˈmaːha] (māha, "apaivagat").
- Als mots de més de dues o tres síl·labes, l'accentuació s'aplica al mot a partir de les diverses unitats que el componen, de dues o tres síl·labes. L'accentuació, doncs, es fa de manera independent en aquests grups: [ˈmaniˈhini] (manihini, "convidat"); [ˈmaːˈtaːˈʔaɾe] (mātā’are, onada); [ˈhaʔaˈpuɾaɾaˈɾaʔa] (ha’apurarara’a, "dispersió").
Als mots formats per reduplicació de mots, aquest fenomen és molt més clar: [ˈtaraˈtara] (taratara, "espinós"); [ˈtaːˈhanaˈhana] (tāhanahana, "reescalfar").
- Als mots d'origen estranger de més de dues o tres síl·labes, aquesta darrera norma no se segueix i s'accentuen totes les vocals menys la final: [ˈpoˈɾoˈteˈtani] (porotetani, "protestant"); [ˈpeˈɾeˈtiˈteni] (peretiteni, president).
- La norma anterior pot servir per qualsevol mot on la tonicitat vocàlica no sigui clara.

#### Adaptació d'estrangerismes
Per l'adaptació a l'ortografia i pronunciació tahitiana de les paraules estrangeres que han arribat a la Polinèsia Francesa de la mà dels francesos i anglesos, hi ha unes certes convencions –que es poden seguir o no, depenent del context d'arribada del mot i el seu significat– per la tahitització dels préstecs estrangers. Les lletres c, d, g, k, s, x i z amb els sons corresponents que poden tenir associats per cada llengua, es converteixen en [t] (t); la lateral [l] i similars es converteix en la bategant [ɾ]; les lletres j i y ([ʒ] o [j] segons les llengües) esdevé una i [i]; i la b ([b] i similars) es converteix en una p ([p]). Doncs, el mot president en tahitià ha esdevingut peretiteni o Rússia, Rūtia. Per consegüent, seguint aquesta convenció, Catalunya es convertiria en Tatarūnia.
Això no obstant, en els darrers anys cada cop hi ha més mots que s'escapen a aquestes convencions de transcripció i que es poden pronunciar amb els fonemes forans originals. En el fons, ja es troben indicis d'aquesta pràctica en el si de la incorporació d'altres paraules polinèsies al tahitià que conservaren fonemes originals que en tahitià no existeixen, com poden ser el fonema [k] i el fonema [ŋ] del tongalès, el samoà o el maori.

### Morfologia flexiva
La morfologia flexiva del tahitià, en tant que llengua austronèsia, s'allunya força dels patrons de les llengües romàniques i per un parlant d'aquestes llengües –i d'altres del grup indoeuropeu– els pot costar d'assimilar alguns conceptes presents en aquesta llengua. De la mateixa manera que la fonètica i l'ortografia tahitianes no presenten grans complicacions, la morfologia nominal i verbal pot presentar algunes dificultats.

#### Morfologia nominal

##### Gènere i nombre
Una de les particularitats més rellevants del tahitià és la manca de flexió quant al nombre dels substantius, els adjectius i certs determinants. El nombre s'indica a través dels articles –definits o indefinits–: Te fenua ("el país"), te mau fenua ("els països"). En tahitià existeixen tres gradacions de nombre: singular, dual i plural.. Cal tenir en compte que alguns determinats no fan aquesta distinció i solament assenyalen el singular i el plural. Hom troba els tres nombres, sobretot, als pronoms i als articles.
Pel que fa al gènere, aquest no s'indica ni al substantiu, ni als adjectius ni als determinants que el puguin acompanyar. A la pràctica, el comportament dels substantius és com si tinguessin gènere neutre o únic. Aquest fet simplifica en gran manera el coneixement que ha de tenir el parlant sobre el gènere dels substantius que usa.
D'altra banda, és necessari de recordar que un mot en tahitià, tot depenent dels afixos o partícules que l'acompanyen pot ésser un substantiu, un adjectiu o un verb. Més endavant es tractarà el cas dels verbs. Quant a la morfologia nominal, el significat del mot, la seva situació dins la frase i la presència dels determinants i adjectius que indiquen la natura del mot, en tant que substantiu (i nucli del sintagma nominal).

##### Morfologia dels pronoms personals
Els pronoms personals en tahitià disposen de tres persones (primera, segona i tercera) i de tres nombres (singular, dual i plural). A aquestes característiques estàndards, cal afegir-hi una particularitat del tahitià per la primera persona del dual i el plural, que és la inclusió o exclusió de la persona a la qual hom s'adreça:
|                 | Singular              | Dual                          | Plural                          |
| --------------- | --------------------- | ----------------------------- | ------------------------------- |
| Primera persona | vau, au, -’u          | inclusiu: tāua exclusiu: māua | inclusiu: tātou exclusiu: mātou |
| Segona persona  | ’oe                   | ’ōrua                         | ’outou                          |
| Tercera persona | ’’ōna, ’oia, -na, ana | ’rāua                         | ’rātou                          |

##### Morfologia dels determinants
Atesa la grandària de la família dels determinants, ací solament es tractaran els més usuals i bàsics del tahitià, com els articles, els demostratius i els possessius.
Els articles poden dividir-se en definits i indefinits. Hi ha diverses maneres de formar articles a partir d'una partícula inicial com te ("el/la"): te ’oire ("la ciutat"); te hō’ē ’oire ("una ciutat"). Cal no oblidar la presència del dual als articles, sota la partícula nā: nā mata ("els ulls"). Per la indicació del plural la fórmula més usual per definits i indefinits és mau: te mau fare ("les cases"); te hō’ē mau fare ("unes cases"). Una particularitat del tahitià compartida, per exemple, amb el català és la presència d'un article personal: ’o: E fa’ehau ’o Rui ("en Lluís és soldat").
A continuació s'indiquen els articles definits i indefinits més habituals:
|           | Singular | Dual   | Plural          |
| --------- | -------- | ------ | --------------- |
| Definit   | te, t-   | nā, n- | te mau          |
| Indefinit | te hō’ē  | -      | te hō’ē mau, vē |
| Personal  | ’o       | -      | -               |

Pel que fa als demostratius, presenten una estructura senzilla, on no hi ha gaire clares les fronteres entre la proximitat i la llunyania, de la mateixa manera que tampoc hi és entre un demostratiu singular i un demostratiu neutre. Semblantment, hi ha una gran sinonímia en el camp dels demostratius i hom troba diversos mots amb el mateix significat, sense que hi hagi matisos perceptibles per al parlant. Amb tot, es pot polaritzar la proximitat i la llunyania en dos mots concrets: teie i derivats com te’ie i teie nei per la proximitat, i terā per la llunyania: teie fare ("aquesta casa"); terā fare ("aquella casa"). Un demostratiu sense adscripció seria tēnā, que pot tenir ambdós significats: tēnā fare ("aquesta/aquella casa"). Per la construcció del plural s'empra la partícula mau, com als articles. Els demostratius pronominalitzats són idèntics als que actuen com a determinats.
Seguidament, hom pot veure una taula amb els demostratius:
|            | Singular          | Plural                        | Neutre |
| ---------- | ----------------- | ----------------------------- | ------ |
| Proximitat | teie, te’ie, tēnā | teie mau, te’ie mau, tēnā mau | teie   |
| Llunyania  | terā, tēnā        | terā mau, tēnā mau            | terā   |

Finalment, quant als possessius, presenten dos graus de possessió: forta (propietat constitutiva, possessió passiva) i feble (propietat no constitutiva, possessió activa); forta: tōna pape ("la seva aigua", a propòsit del riu); feble: tāna pape ("la seva aigua", que ell està bevent). A aquests graus s'hi afegeix un tercer per al singular que és el de la possessió neutra. La possessió forta s'expressa a partir de l'arrel tō-, la neutra a partir de ta i la feble a partir de tā. Com en castellà o francès, el possessiu no s'acompanya d'article (te, te mau) quan actua de determinant; sí que el duu, en canvi, en actuar com un pronom possessiu.
La taula següent conté els possessius amb les tres gradacions de possessió:
|                 | Possessió forta | Possessió neutra | Possessió feble |
| --------------- | --------------- | ---------------- | --------------- |
| Primera persona | tō’u            | ta’u             | tā’u            |
| Segona persona  | tō’oe           | tō               | tā’oe           |
| Tercera persona | tōna            | tana             | tāna            |

#### Morfologia verbal
En tahitià qualsevol mot pot esdevenir un verb. Solament cal donar-li el significat corresponent a partir dels afixos i partícules verbals adequats. En aquest cas, es tracta d'elements que indiquen més el mode i l'aspecte dels verbs, més que no pas la indicació temporal, que s'ha d'extreure a voltes de l'afix aspectual, del qual es pot desprendre informació temporal, o del mot corresponent situat, no pas dins un sintagma verbal, sinó en un sintagma nominal proper al verb. Igualment, són molt rellevants els adverbis, que poden donar informació temporal i/o aspectual indispensable per al significat de la frase que el verb no ens ofereix. És per això que els afixos, les partícules adjacents i d'altres parts de la frase poden completar o formar plenament el significat del verb que, altrament, podria tenir un significat erroni o incomplet si no es tinguessin en compte aquestes parts.
Tot seguit, s'ofereixen alguns marcadors modals, aspectuals i temporals per al verb tahitià:
| Marcador            | Significat                                            |
| ------------------- | ----------------------------------------------------- |
| ’a                  | Imperatiu                                             |
| ’ua                 | Acció acomplerta                                      |
| e                   | Acció fallida                                         |
| tē (...nei) (...ra) | Progressiu                                            |
| ’ia                 | Desideratiu                                           |
| i (...na)           | Passat recent                                         |
| mai                 | Inefectiu                                             |
| ana                 | Significat generalista Pot tenir diversos significats |
| ai                  | Conseqüència                                          |
| hia, a              | Passiva                                               |

Vegeu a continuació un exemple que mostra l'estructura del verb en tahitià:
- ’ua tae mai te pahī i te hora piti: "El vaixell ha arribat a les dues". tae és el nucli verbal, i significa "haver arribat"; ’ua indica que s'ha acomplert l'acció; i mai indica la proximitat espacial de l'acció. Te pahī és "el vaixell" i i te hora piti vol dir textualment "a l'hora dos". Es pot veure la precisió que els marcadors aporten al nucli verbal per obtenir la precisió aspectual i temporal de l'acció que es vol expressar.

### Sintaxi
La frase en tahitià té una estructura pròpia, marcada. L'element central és el verb i els seus marcadors aspectuals i temporals, que se situen al principi de la frase; seguidament, ve el subjecte i els seus complements; finalment –si el verb és transitiu– ve el complement directe o objecte. Doncs l'ordre de la frase en tahitià és verb - subjecte - complements: ’ua ’amu ’o Tama i te i’a ("Tama ha menjat el peix"). Noteu que el complement directe ve introduït per la preposició i, que indica la presència de l'objecte: ’ua hopu vau i te miti ("jo m'he banyat al mar"). Cal remarcar que en aquesta frase el que seria un complement circumstancial de lloc de presència obligada pel verb, en tahitià és un objecte. Pel que fa a les construccions impersonals, també són habituals en tahitià: ’ua ta’ata ("hi ha gent").

## Sociolingüística
Amb l'annexió de Tahití a França com una possessió d'ultramar el 1881, s'inicià una aculturació progressiva de la societat tahitiana amb l'arribada de població francesa, que portava una llengua i una cultura pròpies que gaudien d'un estatut jurídic i un prestigi superiors als que gaudien el tahitià i la cultura polinèsia. Amb tot, a les capes populars de la població es mantingué la llengua viva. Igualment, incorporà amb mots originals tahitians tots aquells objectes o idees nous que havien arribat amb els colonitzadors. Amb el temps, el tahitià ha sabut adaptar-se a les innovacions tecnològiques i culturals i ha introduït conceptes ben moderns, molts cops no pas sota la forma de préstecs lingüístics, sinó sota la forma original tahitiana, com "cibernauta" (’ainati) o "disc compacte" (Pehenē’i).
La població de la Polinèsia Francesa és en l'actualitat bilingüe, per bé que encara hi ha una petita part de la població que és monolingüe. La dominació colonial de la regió pacífica ha estat forta i amb l'accés a l'educació bàsica de la població el francès ha aconseguit una presència molt gran dins la societat polinèsia. Això no obstant, el tahitià manté un grup de parlants estable, que suposa el 40% de la població, tenint en compte que un 78% de la població és d'origen polinesi. El francès, en tant que lingua franca del territori permet la intercomprensió entre els habitants dels diferents arxipèlags de la Polinèsia francesa, on cadascun dels quals té la seva pròpia llengua, com és el cas de les illes de la Societat, que té el tahitià. Cal tenir en compte que la comprensió entre els parlants de les diferents llengües que componen el reo mā’ohi és molt baixa o nul·la i el francès facilita les relacions entre ells. Igualment, cal destacar que el francès que es parla a la Polinèsia Francesa no és el mateix que es parla a la metròpoli i és un dialecte més del francès. Fins i tot, hi ha molts casos de gents que parlen una barreja de les variants més pobres del francès i del tahitià.
En els darrers 10 anys, especialment a partir del 2004 amb l'atorgament d'una nova llei fonamental per la Polinèsia Francesa, s'han fet esforços des d'una administració controlada per forces polítiques polinesistes o independentistes per tal que el tahitià recuperi parlants i ús social. Tanmateix, l'arrelament del francès és fort i, per bé que s'ha evitat la situació que es produeix a antigues excolònies franceses, on el francès ha esdevingut la llengua del país a despit de les llengües autòctones, el tahitià actualment no pot competir amb la lingua franca del país. I encara més, amb una llei fonamental que manté el francès com a llengua oficial de l'administració i els afers públics i relega el tahitià a "patrimoni cultural de l'illa a conservar".
Dins aquesta línia de recuperació del tahitià enfront del francès, el govern de la Polinèsia Francesa ha estat confegint d'ençà el 2004 un projecte d'immersió lingüística a l'ensenyament primari i secundari. Tot mantenint-se dins la legalitat –que dona al francès l'oficialitat en solitari en la vida pública de la Polinèsia Francesa–, s'han organitzat cursos de tahitià per nens i adolescents als respectius nivells educatius, encara que la llengua vehicular d'estudis continua essent, per llei, el francès. Quant a la universitat, la Universitat de la Polinèsia Francesa, hi ha estudis relacionats amb la llengua i la cultura polinèsies, tot i que no existeix una "filologia tahitiana" en si. Això no obstant, la universitat ofereix cursos de tahitià oficials a professionals de l'educació i dels mitjans de comunicació, amb tres nivells de coneixement i domini de la llengua. Malgrat tota aquesta política, els habitants polinesis restringeixen l'ús del tahitià dins un marc de relacions familiars, amicals o generacionals. El francès, per consegüent, roman com a llengua de relacions públiques.
Finalment, quant als mitjans de comunicació, la presència del tahitià ha augmentat sensiblement, i hom pot trobar un parell de diaris que publiquen íntegrament en tahitià. En el camp de la ràdio, es poden trobar diverses emissores que radien en tahitià. On la presència és menor és a la televisió, encara que el naixement de Tahiti Nui Télévision n'ha fet créixer la presència, ja que la programació d'aquesta cadena o és bilingüe o íntegrament en tahitià.

## Expressions bàsiques
En aquest apartat s'ofereixen algunes de les expressions més comunes en tahitià per una conversació bàsica amb un parlant d'aquesta llengua:
| Català            | Tahitià             |
| ----------------- | ------------------- |
| Benvingut         | Maeva               |
| Bon dia, hola     | ’Ia ora na ’oe      |
| A reveure         | Pārahi              |
| Gràcies           | Māuruuru            |
| Sí                | ’ē, ’ae             |
| No                | ’aita, e’ita, e’ere |
| Tot va bé, bé, bo | Maita’i             |
| Casa, habitació   | Fare                |
| Foraster blanc    | Popa’ā              |

| els nombres | els nombres | els nombres | els nombres | els nombres | els nombres | els nombres | els nombres | els nombres | els nombres |
| 1           | 2           | 3           | 4           | 5           | 6           | 7           | 8           | 9           | 10          |
| ----------- | ----------- | ----------- | ----------- | ----------- | ----------- | ----------- | ----------- | ----------- | ----------- |
| tahi, hō’ē  | piti        | toru        | maha        | pae         | ono         | hitu        | va’u        | iva         | hō’ē ’ahuru |

## Text d'exemple
S'ha escollit els dos primers articles de la declaració universal dels drets humans com a text d'exemple en tahitià, per tal com és un text el significat del qual pot ser conegut per gairebé qualsevol persona del món. La versió que s'ofereix és la traducció oficial proveïda per l'Oficina de l'Alt Comissionat pels Drets Humans de les Nacions Unides.
’IRAVA MATAMUA
E fanauhia te tā’āto'ara'a o te ta’ata-tupu ma te ti’amā e te ti’amanara’a ’aifaito. Ua ’ī te mana’o pa’ari e i te manava e ma te ’a’au taea’e ’oia ta ratou ha’a i rotopū ia ratou iho, e ti’a ai;
’IRAVA PITI
E ti’a ta te ta’ata tata’itahi i te fa’ariro ’ei ti’ara’a no na, teie mau ti’amanara’a e te mau ti’amāra’a i ha’apararea i roto i teie Fa’ira’a, ma te hō’ē mā’itira’a’orehia ’oia na ni’a i te taura ta’ata, na ni’a i te rava ’iri, i te tānē e te vahine, i te reo, i te fa’aro’o, te mana’o poritita ’aore ra na ni’a i te tahi atu a mau mana’o no roto mai i te va’a’ai’a ’aore ra i te ’avirira’ata’ata; ma te ma’iti-’ore-ato’a-hia ’oia na ni’a i te faufa’a, i te papafanaura’a ’aore ra na ni’a i te tahi atu a mau huru ti’ara’a.
Teie atu a, ’aore ’e mā’itira’a e ravehia na ni’a i te papara’a poritita, i te manara’a-ture ’aore ra na ni’a i te papara’a i rotopū i te mau va’a’ai’a o te fenua ’aore ra o te hau-fenua o te hō’ē ta’ata a’amau, noa atu teie ’e fenua ’aore ’e hau-fenua mana ta’a’ē, ’e fenua fa’aterehia, i ’o’oti-pito-’ore ’aore ra ’e fenua ti’amāra’a fa’aitihia.

## Manlleus del tahitià
- Monoi (mono’i). És oli de coco macerat amb flors de tiara utilitzat tradicionalment com a protector solar. Actualment es comercialitza com a denominació d'origen protegida.
- Motu. En tahitià un dels significats que té és "illa". Ha passat al vocabulari geogràfic internacional per designar els illots coral·lins dels atols o dels esculls que envolten les illes altes.
- Pareo. Prové de pāreu que significa 'tela'. És el vestit tradicional polinesi, tant per homes com per dones, i la paraula deriva de «turmell».
- Tatuar. Prové del substantiu tātau ('tatuatge'). El verb és ta tātau, relacionat amb l'acció de picar repetidament.
- Tiara. En tahitià tiare és una flor en general. Internacionalment s'utilitza per la tiare tahití (gardenia tahitensis), considerada com l'emblema de Tahití. En català se l'anomena tiara.